# Foot-Ball Club Juventus 1903-1904
Questa voce raccoglie le informazioni riguardanti il Foot-Ball Club Juventus nelle competizioni ufficiali della stagione 1903-1904.

## Stagione
Il 1904 fu l'anno in cui nuovi soci arrivarono alla Juventus e, con questi, anche nuovi soldi che rafforzarono le fondamenta della società. Arrivarono i tre fratelli Ajmone Marsan, figli di un imprenditore tessile della provincia di Biella e il campo di gioco ufficiale, nell'autunno di quell'anno, si spostò dalla Piazza d'Armi al Velodromo Umberto I, dotato di tribune. Inoltre fu l'anno in cui si disputarono le prime trasferte internazionali tra club e la Juventus venne invitata a Losanna (Svizzera), in rappresentanza del calcio italiano, per disputare un torneo.
Nel campionato italiano, dopo aver vinto le eliminatorie nazionali per la seconda volta consecutiva, arrivò nuovamente in finale contro il Genoa perdendo nuovamente, sul campo di Ponte Carrega a Genova, con il risultato di 0-1.
Al termine della stagione, al Velodromo Umberto I, si giocò la Coppa Municipio di Torino, un torneo pionieristico internazionale, in cui la Juventus sconfisse, in partita secca, l'Olympique Lione per 10-1.

## Divise
La maglia utilizzata per gli incontri di campionato era a strisce verticali bianche e nere.
| Manica sinistra · Manica sinistra · Maglietta · Maglietta · Manica destra · Manica destra · Pantaloncini · Calzettoni · Calzettoni |

## Organigramma societario
Area direttiva
- Presidente: Giacomo Parvopassu, poi Alfred Dick

Area tecnica
- Allenatore:

## Rosa
| N. |                   | Ruolo | Calciatore        |
| -- | ----------------- | ----- | ----------------- |
|    | Italia (bandiera) | P     | Domenico Durante  |
|    | Italia (bandiera) | D     | Bella             |
|    | Italia (bandiera) | D     | Oreste Mazzia     |
|    | Italia (bandiera) | C     | Alfredo Armano    |
|    | Italia (bandiera) | C     | Gioacchino Armano |
|    | Italia (bandiera) | C     | Giovanni Goccione |
|    | Italia (bandiera) | A     | Alberto Barberis  |

| N. |                     | Ruolo | Calciatore             |
| -- | ------------------- | ----- | ---------------------- |
|    | Italia (bandiera)   | A     | Ettore Corbelli        |
|    | Italia (bandiera)   | A     | Domenico Donna         |
|    | Italia (bandiera)   | A     | Luigi Forlano          |
|    | Italia (bandiera)   | A     | Luigi Gibezzi          |
|    | Italia (bandiera)   | A     | Umberto Malvano        |
|    | Svizzera (bandiera) | A     | Walter Streule         |
|    | Italia (bandiera)   | A     | Carlo Vittorio Varetti |

## Calciomercato
| Acquisti | Acquisti | Acquisti     | Acquisti   |
| R.       | Nome     | da           | Modalità   |
| -------- | -------- | ------------ | ---------- |
| D        | Bella    | Andrea Doria | definitivo |

| Cessioni | Cessioni            | Cessioni         | Cessioni      |
| R.       | Nome                | a                | Modalità      |
| -------- | ------------------- | ---------------- | ------------- |
| D        | Friedrich Bollinger | Old Boys Basilea | definitivo    |
| D        | Francesco Daprà     |                  | fine carriera |
| D        | Ugo Rolandi         |                  | fine carriera |
| C        | Alfredo Armano      |                  | fine carriera |
| A        | Enrico Canfari      | Milan            | definitivo    |

## Risultati

### Prima Categoria

#### Eliminatoria regionale
| Torino 6 marzo 1904, ore 15:00 CET Eliminatoria piemontese | Juventus  | 3 – 2 referto | Torinese | Campo di Piazza d'Armi |
| \| \| \| \| \| \| Marcatori \| \|                          |           |               |          |                        |
|                                                            |           |               |          |                        |
| Gol · Gol · Gol                                            | Marcatori | Gol · Gol     |          |                        |

#### Fase nazionale
| Arbitro: | Bosisio (Milano) |

|        |           |         |
| Scotti | Marcatori | Streule |

| Arbitro: | Dobbie (Torino) |

|  |           |                          |
|  | Marcatori | Ferraris Streule Gibezzi |

| Arbitro: | Dobbie (Torino) |

|             |           |  |
| Bugnion 65’ | Marcatori |  |

### Palla Dapples

#### Finale
| Genova 21 febbraio 1904 Finale      | Genoa     | 2 – 0 | Juventus | Campo Sportivo di Ponte Carrega |
| \| \| \| \| \| ? \| Marcatori \| \| |           |       |          |                                 |
|                                     |           |       |          |                                 |
| ?                                   | Marcatori |       |          |                                 |

## Statistiche

### Statistiche di squadra
| Competizione    | Punti | In casa | In casa | In casa | In casa | In casa | In casa | In trasferta | In trasferta | In trasferta | In trasferta | In trasferta | In trasferta | Totale | Totale | Totale | Totale | Totale | Totale | DR |
| Competizione    | Punti | G       | V       | N       | P       | Gf      | Gs      | G            | V            | N            | P            | Gf           | Gs           | G      | V      | N      | P      | Gf     | Gs     | DR |
| --------------- | ----- | ------- | ------- | ------- | ------- | ------- | ------- | ------------ | ------------ | ------------ | ------------ | ------------ | ------------ | ------ | ------ | ------ | ------ | ------ | ------ | -- |
| Prima Categoria | 5     | 0       | 0       | 0       | 0       | 0       | 0       | 4            | 2            | 1            | 1            | 7            | 4            | 4      | 2      | 1      | 1      | 7      | 4      | +3 |
| Palla Dapples   | -     | 0       | 0       | 0       | 0       | 0       | 0       | 1            | 0            | 0            | 1            | 0            | 2            | 1      | 0      | 0      | 1      | 0      | 2      | -2 |
| Totale          | 5     | 0       | 0       | 0       | 0       | 0       | 0       | 5            | 2            | 1            | 2            | 7            | 6            | 5      | 2      | 1      | 2      | 7      | 6      | +1 |

### Statistiche dei giocatori
| Giocatore     | Prima Categoria | Prima Categoria |
| Giocatore     | Presenze        | Reti            |
| ------------- | --------------- | --------------- |
| A. Armano II  | 0               | 0               |
| G. Armano I   | 1               | 0               |
| A. Barberis   | 1               | 0               |
| Bella         | 3               | 0               |
| E. Corbelli   | 0               | 0               |
| D. Donna      | 3               | 0               |
| D. Durante    | 4               | -4              |
| L. Forlano    | 4               | 0               |
| L. Gibezzi    | 4               | 1               |
| G. Goccione   | 4               | 0               |
| U. Malvano    | 4               | 0               |
| O. Mazzia     | 4               | 0               |
| W. Streule    | 4               | 2               |
| C. V. Varetti | 4               | 0               |